# Tmesisternus lineatus
Tmesisternus lineatus là một loài bọ cánh cứng trong họ Cerambycidae.